# Oppo
Az OPPO globális szórakoztatóelektronikai és mobilkommunikációs vállalat, amelynek székhelye Dongguan, Guangdong, regionális központja Tokióban, Kuala Lumpurban, Gurgaonban, Varsóban, Dusseldorfban és Mexikóvárosban van.
2021 első negyedévében az OPPO a negyedik helyet foglalja el az okostelefonok globális piacán, és a második helyet Kínában. 2021 márciusáig ColorOS operációs rendszerének havi aktív felhasználóinak száma elérte a 430 milliót.
Az OPPO olyan úttörő technológiákról ismert, mint a gördülő okostelefon OPPO X 2021, a 125 W-os Super VOOC gyors töltés, a csúsztatható OPPO Find X okostelefon és az oldalsó optikai zoom kamera.
Több mint 40 országban és régióban működik, világszerte 10 Intelligens Gyártó Központtal, 6 Kutatóintézettel és 5 K + F Központtal, valamint egy londoni Nemzetközi Tervező Központtal. A vállalatnak világszerte több mint 40 000 alkalmazottja van.

## Történet
Az "OPPO" márkanevet 2001-ben jegyezték be Kínában, és 2004-ben dobták piacra. Azóta az OPPO működése több, mint 40 országra és régióra terjedt ki.

### MP3/MP4
2001-ben Tony Chen világszerte bejegyezte az OPPO-t.
2004-ben hivatalosan megalakult az OPPO China. A szilícium-völgyi Menlo Parkban létrehozott OPPO Digital digitális elektronikai termékeket tervez és forgalmaz.
2005-ben az OPPO bemutatta az első MP3-lejátszót.
2006-ban az OPPO bemutatta az első MP4 lejátszót.

### Feature Telefon
2008-ban az OPPO belevágott a mobiltelefon-üzletbe az első modell, az A103, más néven a „mosoly telefon” bevezetésével. Ugyanebben az évben az OPPO létrehozta az OPPO Real almárkáját.
2009-ben az OPPO kiadta az OPPO Ulike-ot, második almárkáját, az első termékkel, az A520-zal, amely a vállalat eddigi első kagylómodellje. Az OPPO a Thaiföldre történő belépéssel indította útjára tengerentúli terjeszkedését.

### Okostelefonok
2011-ben az OPPO bemutatta első okos telefonját, az OPPO X903-at, és létrehozta a Find almárkát. Emellett az OPPO a NearMe termékek piacra dobásával kezdte meg mobilinternet üzletágát.2012-ben az OPPO bemutatta az akkor a világ legvékonyabbjának számító okostelefonját, a Finder-t. Emellett az OPPO bemutatta a Ulike 2-t fogyasztók szelfie igényeire reagálva.
2013-ban az OPPO belépett az indonéz piacra. Bejelentette az Oppo N1-t és a vállalat saját gyártású Android 4.2 alapú ColorOS szoftverét.
2014-ben az OPPO új piacokra lépett, többek között Indiában, Pakisztánban, Fülöp-szigeteken és Szingapúrban. Ugyanebben az évben az OPPO a Find 7 bevezetésével bemutatta eredeti VOOC Flash Charging rendszerét. Ezt követően a 2016-os MWC-n az OPPO frissítette a gyorstöltés technológiát SuperVOOC-ra. Bemutatta az OPPO R9, amely Kína legnépszerűbb telefonjává vált. 2016 júniusában az Oppo lett Kína legnagyobb okostelefongyártója, több mint 200 000 retail üzletben értékesítette telefonjait.
2017-ben az OPPO belépett az orosz piacra. Kínában piacra dobták az OPPO R11-eket, az R11s Plus-t, amelyek az OPPO első teljes elülső kijelzővel ellátott telefonjai voltak. Sanghajban megnyílt az OPPO első globális exklúzív zászlóshajó üzlete.
2018-ban az OPPO belépett Spanyolországba, Franciaországba, Olaszországba, Hollandiába, Japánba és más piacokra. Felavatták az OPPO Kutatóintézetet és az indiai Hyderabadban található OPPO K + F Központot.
2018 májusában az OPPO bemutatta a világ első, strukturált fénytechnikát alkalmazó 5G videohívását, amely lehetővé tette 3D képek megjelenítését.
2018 júniusában az OPPO a párizsi Louvre-ban jelentette be legújabb Find X zászlóshajóját, amelyet elsőként látott el Super VOOC töltéssel.
2018 októberében az OPPO kezdeményezte a világ első 5G WeChat multiplayer videohívását.
2018 novemberében az OPPO megtartotta az OPPO technológiai kiállítást Shenzhen-ben。
2018 decemberében az OPPO Pekingben rendezte meg éves OPPO fejlesztői konferenciáját (ODC), bejelentette az AI asszisztens Breeno és a fejlesztők támogatási tervét, a „Gravitációs tervet”, amelynek célja a szolgáltatási ökoszisztéma ápolása a meglévő OPPO okostelefon-felhasználók számára.

### Okoseszközök és Szolgáltatások
2019-ben az OPPO belépett a svájci és a brit piacra, és Londonban megalapította az International Design Center-t. Ugyanebben az évben belépett Lengyelországba, Törökországba, Ukrajnába és más piacokra.
2019 februárjában az OPPO az első globális innovációs eseménynek adott otthont Spanyolországban, Barcelonában, bemutatta első 5G okostelefonját, és bejelentette az 5G partnerséget a Swisscom, a Singtel, a Telstra és az Optus partnerekkel.
2019 áprilisában az OPPO piacra dobta a „Reno” márkát az OPPO Reno és a Reno 10x Zoom funkcióval.
2019 májusában az Oppo Reno 5G modell lett az első kereskedelemben kapható 5G-kompatibilis okostelefon Europában.
2019 novemberében az OPPO 2019-ben tartotta OPPO INNO DAY-t Shenzhen-ben, és Tony Chen, az OPPO alapítója és vezérigazgatója megosztotta az intelligens kapcsolódás korszakának három kulcsfontosságú stratégiáját. Bemutatták az okosórákat, okos fejhallgatókat, 5G CPE, AR szemüveget és más okos eszközöket is.
2019 decemberében az Oppo Reno 3 és a Reno 3 Pro bemutatásra került Kínában hátsó négykamerás beállítással és 5G támogatással.
2020-ban az OPPO belépett Németországba, Írországba, Romániába, Portugáliába, Belgiumba, Dél-Afrikába, Mexikóba, Japánba és más piacokra. A 2020-as év az első alkalom, hogy az Oppo belépett a latin-amerikai piacra.
2020 márciusában az OPPO piacra dobta a Find X2 csúcsmodelljét és az első intelligens óráját, az OPPO Watch-ot.
2020 májusában az OPPO bejelentette nyugat-európai központjának létrehozását a németországi Dusseldorfban.
2021 márciusában az OPPO elindította vadonatúj Find X3 sorozatát. A Find X3 Pro zászlóshajója csúcskategóriás négykamerával és egymilliárd színű, magával ragadó képernyővel rendelkezik.
2021 áprilisában az OPPO belépett Chile és Kolumbia piacaira. Az OPPO és a Vodafone, a Qualcomm és az Ericsson elérte Európa első 5G önálló hálózatának (SA) forgalmazását Németországban.
2021 Q1-ben az OPPO a globális rangsorban a negyedik., a kínai rangsorban pedig a második helyet foglalja el.
2023 augusztus 29-ére tervezték az OPPO N3 Flip készülék piacra dobását.

## Márka

### Brand mission, value and vision
Márka misszió: Technológia az emberiség számára. Kedvesség a világ számára.
Márkaérték: Benfen | Felhasználó által vezérelt | Tökéletességre törekvés| Célorientált.
Márka vízió: Fenntarthatóságra törekszünk, amely hozzájárul egy jobb világhoz.

### Mérföldkövek
Az OPPO-t 2004-ben alapították.
2011-ben, Leonardo DiCaprio adta a nevét az OPPO Find okostelefonhoz.
2015 júniusában a vállalat együttműködésre lépett az FC Barcelona-val, a spanyol labdarúgóklub szponzorává vált.
2017-ben az OPPO megnyerte az Indiai krikettcsapat, szponzorálására kiírt pályázatot, így 2017 és 2019 között lehetővé tette az OPPO logó használatát a kommunikációban.
2019-ben az OPPO a párizsi Roland-Garros-on, Paris megrendezett francia nyílt teniszbajnokság (French Open) támogató partnere lett. Ugyanebben az évben az első hivatalos okostelefonpartnerként Wimbledon szponzori együttműködés született a következő 5 évre.
A 2019-es világbajnokságtól kezdve az OPPO a League of Legends 2024-ig tartó esportjának kizárólagos globális okostelefon-partnere, az OPPO egész évben aktiválja a sportág három éves globális tornáját: a szezonközi meghívót, az All-Star eseményt, és a világbajnokság.
2019 óta az OPPO megrendezi a Renovators-t, amely nyitva áll a világ minden művészeti főiskolájáról és egyeteméről érkező művészek és művészetkedvelők számára, hogy egybegyűjtse a remekműveket. Célja, egy olyan művészetet és a formatervezést támogató platform létrehozása, amely információcserét tesz lehetővé a művészek között és összekapcsolja a világ különböző, művészetet támogató erőforrásait
2020-ban az OPPO Eddie Redmayne-t kérte fel a márka globális nagykövetének a Find X2 bemutatóra. Az OPPO az induláskor azt is bejelentette, hogy a bostoni maraton hivatalos partnere lett. Az elkövetkező 4 évben az OPPO kiemelt márka- és termék-együttműködést folytat a Bostoni Maratonnal az okostelefonok, okos órák és egyéb termékek terén
2021-ben az OPPO bejelentette a Veszélyeztetett Színek programját a National Geographic magazinnal együttműködésben, hogy támogassa a veszélyeztetett fajok megmentését. Az OPPO Joel Sartore-t kérte fel,- aki évekig állati portrékat készített különféle fényképezőgépekkel és objektívekkel,- hogy a Find X3 Pro segítségével örökítse meg a Veszélyeztetett Színeket a jövő számára.

### Márka Díjak
Az OPPO a Google és a KANTAR által közösen közzétett Top 50 Kantar BrandZ ™ kínai globális márkaépítők 2021 rangsorolási jelentésében a 6. helyet foglalta el, és a Kiváló Globalizálódó Kínai Globális Márkaépítőnek választották. A fejlett piacokon az OPPO márka ismertsége 2018 óta évente több mint 30%-os növekedési ütemben fejlődik; a feltörekvő piacokon az OPPO a 2. helyen végzett kiemelkedő márkaerejével.

## Termékek

### Okostelefonok
Main article: Oppo phones
Find X Sorozat
A Find X sorozat az OPPO legmagasabb minőségű termékcsaládját képviseli. A Find X sorozat az OPPO felfedező szellemét képviseli, integrálva az extrém esztétikát és a legmodernebb technológiát azzal a céllal, hogy extrém 5G élményt nyújtson a felhasználóknak.
Reno Sorozat
A Reno sorozat hivatalosan 2019 áprilisában indult, amely a kreativitást képviseli; ez a sorozat elkötelezett amellett, hogy minden egyes felhasználó ezeket a termékeket alkotóeszközzé tegye.
A Sorozat
Az OPPO A sorozat elkötelezett amellett, hogy 2020-ban, az 5G első évében elérhetőbb és megbízhatóbb 5G termékeket juttasson el a globális felhasználókhoz, így világszerte még több felhasználó élvezheti az 5G technológia által nyújtott legjobb élményt.
Egyéb
Az OPPO más népszerű telefonokat és sorozatokat is piacra dobott története során, köztük az OPPO N1 és OPPO R sorozatokat, amelyeket az R9, R11s és R11s Plus képvisel.

### Okoseszközök
OPPO TV
Az OPPO 2020 októberében piacra dobta első televízióit, az OPPO TV S1 és az OPPO TV R1 készülékeket. Az Oppo Smart TV K9 sorozat 2021 májusában indult Kínában, és három méretet tartalmaz – 65 hüvelykes, 55 hüvelykes és 43 hüvelykes.
Hordható eszközök
Az Oppo 2020 március 6-án dobta piacra első okosóráját, az OPPO Watch-ot a kínai piacon.
Az OPPO bejelentette, hogy elindítja az OPPO Band-et, amely az OPPO első hordható eszköze.
Az OPPO bejelentette a Watch 4 Pro-t 2023 augusztusában.
Audió
2014-ben az Oppo számos csúcskategóriás fejhallgatót és erősítőt adott ki. A zászlóshajó PM-1 és PM-2 fejhallgatókat, valamint a HA-1 asztali erősítőt erősen népszerűsítették az audio közösségben. Az egyik blogger “majdnem tökéletes”-nek minősíti a PM-1-et.
A 2015-ben megjelent HA-2 a HA-1 erősítő/DAC hordozható változata volt, amely akkumulátorcsomagot és varrott bőr burkolatottal lett ellátva.
Az Oppo Enco Air valódi vezeték nélküli sztereó (TWS) fülhallgatója 2021-ben jelent meg Kínában. Korábban a vállalat már kínálta az Oppo Enco X, Enco W51, Enco W11, Enco W31 és Enco Free valódi vezeték nélküli fülhallgatókat.
Egyéb kiegészítők
Az OPPO 5G CPE Omni egy nagy teljesítményű 5G CPE. Az 5G SIM-kártya behelyezésével képes az 5G jeleket Wi-Fi jelekké alakítani, ezáltal stabil, nagy sebességű hálózatot biztosítva a mobil eszközök számára. Támogatja a BLE-t és a ZigBee-t is, így csatlakoztathat és vezérelhet más eszközöket.
Az OPPO VOOC Flash Charge Power Bank kompatibilis minden okostelefonnal, amely a VOOC Flash töltési technológiáját használja, és a maximális kimeneti teljesítmény akár 20 W. A Reno feltöltése mindössze 20 percet vesz igénybe 30%-ra.

### ColorOS
A ColorOS egy rendkívül testre szabott, hatékony, intelligens és gazdagon megtervezett Android-alapú mobil operációs rendszer az OPPO-tól. A ColorOS több nyelvet is támogat – összesen több mint 80-at – beleértve az angol, hindi, marathi, banglai, thai, indonéz és egyebeket, több mint 370 millió jelenlegi globális felhasználóval.

## Kutatás és fejlesztés

### 3+N+X technológiafejlesztési stratégia
Az OPPO INNO DAY 2020 rendezvényen az OPPO megerősítette a 3+N+X technológiafejlesztési stratégiát.The A „3”jelzés a három mögöttes technológiára utal, nevezetesen a hardverre, a szoftverre és az ezekhez kapcsolódó szolgáltatásokra. Az „N” egy számot képvisel és az OPPO számos alapvető képességét jelenti, beleértve az AI-t, a biztonságot és a magánéletet, a multimédiát és az összekapcsolhatóságot. Az "X" az élvonalbeli és differenciált technológiákat és stratégiai erőforrásokat jelenti. Az OPPO reméli, hogy innovációjával és értékeivel „kedvesség világát” hozhatja létre.

### OPPO Kutatóintézet
A 2018 márciusában alapított OPPO Kutatóintézet a vállalat legmagasabb rangú kutatórészlege az akadémiai, szabvány és alkalmazáskutatásokban, mint a vezető határtechnológiák.
Az OPPO világszerte 6 kutatóintézettel dolgozik az 5G, az AI, a képalkotás, az új anyag/ folyamat és más technológiák fejlesztésén és alkalmazásán az intelligens eszközökben.
Öt Kutatási + Fejlesztési-központ, amelyek Shenzenben, Dongguanban, Chengduban, Hsziánban és Hajdarábádban találhatók Indiában, elősegítik a rendkívül versenyképes intelligens eszközök, szoftvertermékek és internethez kapcsolódó szolgáltatások kifejlesztését olyan határtechnológiákkal, mint az AI, a felhőszolgáltatás és a big data.

### Innovációk
5G：
Az OPPO aktív szereplője az 5G technológiának, és hozzájárult az 5G szabványok kialakításához, a termékfejlesztéshez, az alkalmazásfejlesztéshez és az innovációhoz. Ez volt az egyetlen eszközgyártó, amely 2015-ben hozzájárult az egységes 3GPP szabvány globális ösztönzéséhez. 2020 decemberének végéig az OPPO több mint 3700 globális szabadalmi bejelentést nyújtott be, több mint 1500 5G szabványos szabadalomat nyilvánított ETSI-nek, és több mint 3000 5G szabványhoz kapcsolódó javaslatot nyújtott be a 3GPP-nek. Egy vezető német kutatóintézet – az IPlytics által kiadott jelentés szerint az OPPO az első tíz vállalat között van a bejelentett 5G szabadalmak számát illetően 2021-ben. 
Az OPPO globális vezető partnerekkel dolgozott együtt, és lebonyolította az első DSS adathívást. Az OPPO és partnerei együttműködtek Európa első 5G SA kis méretű hálózati kereskedelmi próbáiban és Európa első 5G SA hálózati szeletelési kísérletében is, hogy felgyorsítsák az 5G kereskedelmi forgalmazását világszerte. 2021 áprilisában az OPPO és a Vodafone, a Qualcomm és az Ericsson kereskedelmi forgalomba hozta Európa első 5G önálló hálózatát (SA).
Képalkotó technológia
A jobb mobiltelefon-képalkotó technológia hajtóerejeként, az OPPO piacra dobta az iparág vezető innovatív funkcióit, beleértve a szelfi szépség módot, a periszkópszerű optikai zoomot, az Ultra Steady Video, az FDF Portrait Video System és a Full-path Color Management System szolgáltatásokat.
Ultra Éjszakai Mód 3.0: Az R17/R17 Pro bevezetésével az OPPO kiemelkedő Ultra éjszakai üzemmódot mutatott be. Az exponáló gomb egyetlen megnyomása éles, világos és ragyogó színű éjszakai fényképet hoz létre. A harmadik iterációban az Ultra Night Mode 3.0 már lefedi a teljes gyújtótávolságot, és támogatja a 60X-os zoomot is. Az éjszakai felvételek során zökkenőmentes nagyítás is lehetséges. Ezenkívül az Ultra Night Mode 3.0 több képkocka zajcsökkentő és HDR technológiákat is tartalmaz, összetett algoritmusokat használva, beleértve a zajszűrést, a rázkódáscsillapítást, a fényerő-csökkentést és a dinamikus tartomány javítását, hogy olyan tiszta éjszakai felvételeket érjen el, amelyek akár a hagyományos fényképezőgépekkel is felveszik a versenyt.
10X hybrid zoom: Az OPPO még 2017-ben kiadta a világ első 5X veszteségmentes zoom technológiáját mobiltelefonokhoz, majd 2019-ben követte a Reno 10X Zoom első kereskedelmi forgalomba hozott 10X hibrid zoom technológiájával. 2020-ban a 10X hibrid zoom technológia újabb frissítést kapott a Find X2 Pro-ban. A 10x hibrid zoom technológiával, a 48MP nagylátószögű objektívvel, a 48MP ultraszéles látószögű objektívvel és a 13MP periszkóp-stílusú teleobjektívvel a szuperhármas objektív kamerarendszer lehetővé teszi a fényképezőgép számára az ultraszéles látószögű,akár 16 mm és 160 mm közötti gyújtótávolságot. Ezzel több lehetőséget teremt a kompozícióhoz, és tisztább, stabilabb képet eredményez, függetlenül a távolságtól, simább vezérléssel és kiváló zoomhatással.
Ultra Stabil Video 3.0: Az OPPO saját Ultra Steady Video technológiája már a harmadik generációnál jár. 2019-ben az OPPO Reno 10X Zoom elsőként alkalmazta az okostelefonok között a hibrid képstabilizációt (HIS), és a Reno2-t ugyanebben az évben dobták piacra Ultra Steady Video-val felszerelve. A legújabb generációs Ultra Steady Video 3.0 nem csak a fő kamerát és az ultra-széles látószögű kamerákat támogatja, hanem képstabilizációt is biztosít az előlapi kamera számára, lehetővé téve a felhasználók számára, hogy sima és egyenletes képeket készítsenek bárhol és bármikor. Ezenkívül a legújabb Ultra Steady Video 3.0 algoritmusok támogatják a hyperlapse videókat, lehetővé téve a felhasználók számára, hogy professzionális szintű felvételeket készítsenek, mintha gimbal-stabilizátorral fényképeznék őket.
AI Video Kiemelés: Az OPPO a Reno5 bevezetésével elkezdte alkalmazni az AI Highlight Video alkalmazást. Az AI Highlight Video az első olyan videóoptimalizálási funkció, amely adaptív algoritmusokat alkalmaz, beleértve az OPPO első Ultra Night Video algoritmusát és a Live HDR algoritmust a környezeti megvilágítás körülményei alapján. Az AI Highlight Video felismeri a fényviszonyokat, és automatikusan beállítja a fényerőt, színhőmérsékletet, hogy tiszta, természetes hatású videóképet biztosítson.
Intelligens Színkezelő rendszer: Az OPPO vezette a piacot 2020-ban azzal, hogy elindította az első Android teljes útvonalú színkezelő rendszert a széles színskála és a nagy színmélység jövőjének korszakában. Az OPPO Intelligens Színkezelő Rendszere támogatja a 10 bites formátumokat és a képek rögzítését a végpontok között, beleértve a gyűjtést, számítást, kódolást, tárolást, dekódolást és megjelenítést, a lehető legmagasabb formátumokat kínálva minden szakaszban.
VOOC gyorstöltési technológia
A VOOC az OPPO Electronics által kifejlesztett gyorstöltési technológia, amelyet először 2014-ben mutattak be. 2020 decemberéig a VOOC világszerte több mint 175 millió felhasználó élvezhette az előnyeit. A gyorstöltési technológia javíthatja a töltési hatékonyságot, csökkentve az eszközök töltési idejét. Ezzel elkerülhető a túlmelegedés problémája is, amellyel a nagyfeszültségű gyorstöltési megoldások szembesülnek, köszönhetően az állandó feszültségnövekedésnek, a továbbfejlesztett szerkezetnek, a töltésvezérlő áramkörnek a töltőre történő áthelyezéséhez és a töltőszivattyú résznyomásos technológiájának használatához – mindez azt is jelenti, hogy igen nincs szükség másodlagos feszültségátalakításra. 2020-ban az OPPO kiadta a legmodernebb 125 W-os SuperVOOC technológiáját, amely új töltési sebességrekordot állított fel a mobiltelefonok számára. Az OPPO kiadta a 65 W-os AirVOOC vezeték nélküli töltést, amely gyorsabb, mint az akkori piacon a legtöbb vezetékes gyorstöltési technológia.
Új formátum
2018-ban az OPPO teljes képernyős okostelefonja, a Find X úttörő csúszó kialakítást használt, amely lehetővé tette, hogy a fényképezőgép kiugorjon a telefonból, amikor aktiválja azt és ez a világ első panorámaképes telefonja, amelyen nincsenek lyukak a képernyőn és egységes a kialakítás. A 3D kamerák nemcsak rejtve vannak, hanem számos innovatív technológiát is tartalmaznak.
2019-ben az OPPO bemutatta az USC (Kijelző Alatti Kamera) technológiáját, amelynek célja, hogy "igazi teljes képernyős élményt" nyújtson a bemutatott Oppo mobiltelefonon. Az új technológia alkalmazási körét bemutató prototípust mutatták be az MWC Shanghai 2019-en. Az OPPO elárulta, hogy a legújabb fejlesztések egy személyre szabott kameramodullal működnek, amely a továbbfejlesztett áttetsző panellanyag alatt helyezkedik el, hogy szelfiket készítsen a kijelzőpanelbe épített kamerából. A képernyő alatti kamera technológia használatával az OPPO azt szerette volna elérni, hogy a felhasználók magával ragadó képernyő-megtekintési élményt kapjanak, valamint szelfik készítését, arcalapú feloldást és kényelmes videohívásokat. A vállalat megtervezte a testreszabott kamera modult, amely több fényt rögzít egy zónavezérlő funkció és a "nagyon átlátszó" anyag mellett. Ez lehetővé teszi a fény áteresztését a képernyőn.
Az OPPO X 2021 Rollable készülék koncepció 2020-ban került bemutatásra. A készülék koncepció az OPPO három szabadalmaztatott technológiáját tartalmazza, beleértve a Roll Motor hajtásláncot, a 2 az 1-ben lemezt és a saját fejlesztésű Wrap Track nagyszilárdságú képernyő laminátumot. Ez mind egy folyamatosan változó OLED kijelzőt tesz lehetővé, amely mindössze 6,7 hüvelyk és 7,4 hüvelyk méretű, így a felhasználók a tényleges igényeknek megfelelően állíthatják be a kijelző méretét.

### Szellemi tulajdon
2021. március 31-ig az OPPO több mint 61 000 szabadalmi bejelentést nyújtott be, és világszerte több mint 26 000 szabadalmat adott ki. Ezek közül 54 000 volt a használati szabadalom, ami az összes OPPO szabadalmi bejelentés 89%-át teszi ki. A Szellemi Tulajdon Világszervezete (WIPO) szerint az OPPO 2020-ban a 10 legjobb PCT-regisztrátor közé tartozott.

## Globális Piac
Amióta először megkezdte nemzetközi tevékenységét 2009-ben, az OPPO hivatalosan is jelen van a világ hat kontinensének több mint 40 piacán. Az OPPO regionális központja Kuala Lumpurban, Varsóban és Düsseldorfban található.
2021 első negyedévében az OPPO okostelefon-piaci részesedése a negyedik helyen áll a globális piacon és a második helyen áll Kínában. Európában az OPPO a régió 4. helyén állt, az okostelefon-szállítmányok éves szinten 153%-kal nőttek. Indiában az OPPO szintén a 4. helyen végzett, éves szinten 35%-kal nőtt. Délkelet-Ázsiában az OPPO a legtöbb országban az első 3 okostelefon-márka között van, köztük az első Indonéziában és Kambodzsában, a második Vietnamban, valamint a harmadik Fülöp-szigeteken és Szingapúrban. Közel-Keleten és Afrikában az OPPO az ötödik helyen volt a régió okostelefon-márka rangsorában. Latin-Amerikában az OPPO gyors növekedést ért el Mexikóban, elképesztő 2236%-os éves növekedéssel, az egyik leggyorsabban növekvő márka az országban.

## Lásd még
- Oppo Digital, hasonló nevű OPPO, egy független vállalat, amely audio- és videoberendezéseket tervez és forgalmaz.